# Layla
"Layla" és una cançó escrita per Eric Clapton i Jim Gordon, originalment enregistrada amb la seva banda Derek and the Dominos, com la tretzena i penúltima cançó del seu únic àlbum d'estudi, Layla and Other Assorted Love Songs (1970). Els seus moviments contrastants van ser compostos per separat per Clapton i Gordon. La part de piano també ha estat controvertidament atribuïda a Rita Coolidge, la xicota de Gordon en aquell moment.
La cançó es va inspirar en una història d'amor que es va originar a la literatura àrab del segle VII i que més tard va formar la base de La història de Layla i Majnun del poeta persa del segle XII Nizami Gandjawi, una còpia de la qual Ian Dallas havia donat a Clapton. El llibre va commoure profundament Clapton, perquè era la història d'un jove que es va enamorar perdudament d'una noia jove i bonica, es va tornar boig i, per tant, no es va poder casar amb ella. La cançó es va inspirar encara més en l'amor secret de Clapton per Pattie Boyd, l'esposa del seu amic i company músic George Harrison. Després del divorci de Harrison i Boyd, Clapton i Boyd finalment es van casar.
Des del seu llançament, "Layla" ha rebut una gran aclamació de la crítica i del públic, i sovint és considerada una de les millors cançons de rock de tots els temps. Dues versions han aconseguit èxit a les llistes, la primera el 1972 i la segona 20 anys més tard com una actuació acústica Unplugged de Clapton. El 2004, "Layla" va ocupar el lloc número 27 a la llista de " Les 500 millors cançons de tots els temps " de Rolling Stone i la versió acústica va guanyar el premi Grammy de 1993 a la millor cançó de rock.

## Rerefons

George Harrison i Pattie Boyd c. 1966

El 1966, el guitarrista de The Beatles, George Harrison, es va casar amb Pattie Boyd, una model que havia conegut dos anys abans durant el rodatge d'A Hard Day's Night. A finals dels anys seixanta, Clapton i Harrison es van fer molt amics. Clapton va contribuir amb una guitarra sense acreditar (encara que reconeguda obertament) a la cançó de Harrison "While My Guitar Gently Weeps" del doble àlbum homònim dels Beatles (també conegut com l'Àlbum Blanc), i Harrison va coescriure i tocar la guitarra a "Badge" de Cream inclosa a l'àlbum Goodbye. No obstant això, entre els seus períodes a Cream i Blind Faith, Clapton es va enamorar de Boyd.
El títol de "Layla" es va inspirar en la història de Layla i Majnun, que a Clapton li havia explicat el seu amic Ian Dallas, que estava en procés de convertir-se a l'islam. El conte de Nizami, sobre una princesa de la lluna que va ser casada pel seu pare amb un home que no estimava, cosa que va provocar la bogeria de Majnun, va tocar profundament la fibra sensible de Clapton.
Boyd es va divorciar de Harrison el 1977 i es va casar amb Clapton el 1979 durant una parada de concert a Tucson, Arizona. Harrison no estava ressentit pel divorci i va assistir a la festa de casament de Clapton amb els seus antics companys de banda Ringo Starr i Paul McCartney. Durant la seva relació, Clapton va escriure una altra balada d'amor per a Boyd, "Wonderful Tonight" (1977). Clapton i Boyd es van divorciar el 1989.

## Escriptura i gravació
Després de la dissolució de Cream, Clapton va provar sort amb diversos grups, com ara Blind Faith i el duet format pel matrimoni Delaney & Bonnie. A la primavera de 1970, li van dir que alguns membres de la banda de suport de Delaney & Bonnie, incloent-hi el baixista Carl Radle, el bateria Jim Gordon i el teclista Bobby Whitlock, deixaven el grup. Aprofitant l'oportunitat, Clapton va formar un nou grup amb Whitlock, Radle i Gordon. Anomenant-se Derek and the Dominos, la banda "es va fer forta", segons Clapton, mentre donaven suport a Harrison en el seu primer àlbum en solitari després dels Beatles, All Things Must Pass.
Durant l'enregistrament de l'àlbum Layla, Duane Allman es va unir a la nova banda de Clapton com a convidat. Clapton i Allman, que ja eren fans mutus, havien estat presentats per Tom Dowd en un concert dels Allman Brothers al Miami Beach Convention Center el 26 d'agost de 1970. Els dos es van entendre bé i aviat es van fer bons amics. Dowd va dir sobre la seva química a l'hora de tocar la guitarra: "Hi havia d'haver algun tipus de telepatia perquè mai havia vist una inspiració espontània a aquest ritme i nivell. Un d'ells tocava alguna cosa i l'altre reaccionava instantàniament. Cap dels dos va haver de dir en ningun moment: "Podries tornar a tocar això, si us plau?". Eren com dues mans en un guant. I es van entusiasmar molt tocant junts." Dowd ja era famós per una varietat de treballs i havia treballat amb Clapton en els seus dies amb Cream (Clapton el va anomenar una vegada "l'home de gravació ideal"); el seu treball a l'àlbum seria un altre èxit. Per a la realització de la seva pel·lícula biogràfica Tom Dowd &amp; the Language of Music, va remesclar les cintes mestres originals de "Layla", dient: "Aquests són els meus principis, d'una forma o altra". 
Clapton va escriure originalment "Layla" com una balada, amb lletres que descrivien el seu amor no correspost per Boyd, però la cançó es va convertir en un tema "rocker" quan, segons Clapton, Allman va compondre el riff característic de la cançó. Amb la banda reunida i Dowd produint, "Layla" es va gravar en la seva versió rock. L'enregistrament de la primera secció constava de setze pistes, de les quals sis eren pistes de guitarra: una part rítmica de Clapton, tres pistes d'harmonies tocades per Clapton (el riff principal de power chord en ambdós canals i dues harmonies contra aquest riff principal, una al canal esquerre i una al canal dret), una pista de solos d'Allman (solos amb trasts i notes bent durant els versos i un solo de slide durant l'outro), i una pista amb Allman i Clapton tocant solos duplicats (el riff "de signatura" de 7 notes duplicat en dues octaves i el riff "de signatura" de 12 notes duplicat a l'uníson). Segons Clapton, Allman va tocar les primeres set notes del riff "de signatura" de 12 notes amb els trasts i les cinc últimes notes en slide amb afinació estàndard. Cada intèrpret utilitzava una entrada del mateix amplificador Fender Champ de dues entrades.
Poc després, Clapton va tornar a l'estudi, on va sentir Jim Gordon tocant una peça per a piano. Impressionat per la peça, Clapton va convèncer Gordon que permetés que s'utilitzés com a part de la cançó. Tot i que només Gordon ha estat acreditat amb aquesta part, segons Whitlock, "Jim va prendre aquesta melodia de piano de la seva exnòvia Rita Coolidge. Ho sé perquè en l'època del D&B vivia a l'antiga casa de John Garfield a Hollywood Hills i hi havia una casa d'hostes amb un piano vertical. La Rita i en Jim eren allà dalt a la casa d'hostes i em van convidar a unir-me a escriure aquesta cançó amb ells anomenada 'Time'... La seva germana Priscilla va acabar gravant-la amb Booker T. Jones ... Jim va prendre la melodia de la cançó de la Rita i no li va donar el mèrit d'haver-la escrit. El seu xicot la va robar." "Time" va acabar a l'àlbum Chronicles de 1973 de Booker T. i Priscilla Jones. La història de Whitlock va ser repetida per la mateixa Coolidge a la seva autobiografia del 2016. L'afirmació també es repeteix a l'autobiografia de Graham Nash del 2014, Wild Tales.
El segon moviment de "Layla" (la "Piano Exit") es va gravar aproximadament una setmana després del primer, amb Gordon tocant la seva part de piano, Clapton tocant la guitarra acústica i la slide guitar, i Allman tocant la guitarra elèctrica i la slide guitar. Després que Dowd unís els dos moviments, "Layla" estava completa.
Pattie Boyd va reflexionar més tard: "Crec que era increïblement cru en aquell moment... És un músic tan increïble que és capaç de plasmar les seves emocions en la música de tal manera que el públic les pot sentir instintivament. Et travessa a través teu."

## Personal
Musics
- Eric Clapton-veu principal, guitarra rítmica, guitarra principal, guitarra acústica
- Duane Allman– guitarra slide
- Bobby Whitlock– piano, orgue Hammond, veus harmonioses
- Jim Gordon– piano, bateria, percussió
- Carl Radle– baix

Producció
- Tom Dowd– productor
- Ron Albert, Howard Albert, Mack Emerman, Chuck Kirkpatrick, Karl Richardson– enginyer de gravació

## Més enllà de l'àlbum original
Layla and Other Assorted Love Songs va tenir unes vendes mediocres, ja que l'àlbum Derek and the Dominos mai va arribar a les llistes musicals del Regne Unit, possiblement en part perquè el nom de Clapton només apareixia a la contraportada. A més, la durada de la cançó es va considerar prohibitiva per a la difusió a la ràdio. Com a resultat, una versió escurçada de la cançó, que consistia en els primers 2:43 de la Part I, va ser publicada com a senzill el març de 1971 per Atco Records als Estats Units. La versió va arribar al número 51 de la llista de senzills Billboard Hot 100. Quan "Layla" es va reeditar a les recopilacions de 1972 The History of Eric Clapton i An Anthology de Duane Allman i, després, es va publicar la versió completa de 7:10 (inclosa la cançó "Piano Exit" que formava la Part II) com a senzill, va arribar al número set de les llistes del Regne Unit i al número deu als Estats Units. Amb bones xifres de vendes, la revista Billboard va poder classificar el senzill de Rock com la 60a cançó més venuda el 1972.
El 1982, "Layla" va ser reeditada com a senzill al Regne Unit i va arribar al número quatre. Aquesta vegada, el senzill sencer de set minuts va entrar a les llistes d'èxits, que contenia els dos terços finals, que només són instrumentals. L'opinió crítica des de llavors ha estat aclaparadorament positiva. Dave Marsh, a The Rolling Stone Illustrated History of Rock and Roll, va escriure que «hi ha pocs moments en el repertori de rock gravat on un cantant o escriptor hagi arribat tan profundament a ell mateix que l'efecte d'escoltar-los sigui similar a presenciar un assassinat o un suïcidi... per a mi, 'Layla' és el més gran d'ells». Marsh va classificar «Layla» al número 156 del seu llibre The Heart of Rock & Soul: The 1001 Greatest Singles Ever Made.
El maig de 1980, "Layla" va ser versionada per l'Orquestra Simfònica de Londres, però sense la lletra, i va ser gravada a l'EMI Studio One, Abbey Road, Londres. Una versió similar ha estat interpretada per la Royal Philharmonic Orchestra. El 20 de setembre de 1983, un espectacle benèfic anomenat ARMS Charity Concert for Multiple Sclerosis al Royal Albert Hall de Londres va incloure una jam session amb Eric Clapton, Jeff Beck i Jimmy Page interpretant "Layla". Clapton, Beck i Page van ser els successius guitarristes principals de The Yardbirds del 1963 al 1968.
El 2003, l'Allman Brothers Band va començar a tocar la cançó en concert. Warren Haynes va cantar la veu, Gregg Allman va tocar la part del piano i Derek Trucks va tocar les parts de guitarra de Duane Allman durant la coda. Les actuacions es van veure com un homenatge no només a Allman, sinó també al productor Tom Dowd, mort l'any anterior. Eric Clapton va gravar una tercera versió. «Layla» apareix com a setena pista a Play the Blues: Live from Jazz at Lincoln Center. El personal d'aquesta versió inclou Wynton Marsalis (veu, trompeta), Eric Clapton (veu, guitarra), Victor Goines (clarinet), Marcus Printup (trompeta), Chris Crenshaw (trombó, veu), Don Vappie (banjo), Chris Stainton (teclats), Dan Nimmer (piano), Carlos Henriquez (baix) i Ali Jackson (bateria).

## VersióUnplugged

### Enregistrament
El 1992, Clapton va ser convidat a tocar per a la sèrie MTV Unplugged. El 16 de gener de 1992 va gravar un àlbum acústic, acompanyat d'una pel·lícula de concert, als Bray Studios de Bray, Berkshire. Tot i que a l'equip de producció i al personal de Clapton els van agradar les gravacions, Clapton no volia publicar ni l'àlbum ni la pel·lícula del concert. Finalment, Clapton va acceptar publicar l'àlbum en una edició limitada. Quan Unplugged es va esgotar, Clapton va donar permís a Warner Bros. i Reprise Records per eliminar la producció limitada de l'àlbum. Per a l'àlbum, Clapton va decidir gravar tant material nou com "Lonely Stranger" com cançons antigues amb què va créixer, com ara "Nobody Knows You When You're Down and Out", o que li agradava escoltar o havia escrit de gran, com ara "San Francisco Bay Blues" i "Layla". Clapton, que toca la guitarra acústica i canta a la cançó en directe, va estar acompanyat per Andy Fairweather Low, que tocava la guitarra rítmica acústica, Nathan East al baix acústic i les veus de fons, Ray Cooper a la percussió, Steve Ferrone a la bateria, Katie Kissoon i Tessa Niles a les veus de fons, i Chuck Leavell al piano. El pianista Chuck Leavell va recordar que gravar la versió acústica de "Layla" li va semblar natural i li va agradar que la banda tingués espai per tocar durant el cos de la cançó i no només durant la repetició com passa a la gravació original. «Ens va donar l'oportunitat d'interpretar la cançó a la nostra manera i va funcionar bé i crec que li va donar un renaixement», va dir Leavell. La versió acústica de "Layla" va ser produïda per Russ Titelman.
Clapton va gravar la versió acústica de "Layla" amb una guitarra acústica de cordes d'acer CF Martin &amp; Company d'estil OOO-42 del 1939, construïda a mà a Nazareth (Pennsilvània) (núm. OOO-42/73234). Clapton va considerar aquesta guitarra un dels millors instruments que ha utilitzat mai i va qualificar el seu so d'"increïble". La casa de subhastes Christie's va assenyalar que "la guitarra es va convertir en una de les imatges més perdurables de la història recent de la música" en formar part de la portada de l'àlbum Unplugged. L'experta del departament musical de Christie's, Kerry Keane, va qualificar l'instrument "a les mans d'Eric Clapton" com "l'únic responsable de la repolarització de tocar la guitarra acústica avui dia". Quan Keane tocava la guitarra, també va comentar un so "increïble", ja que la guitarra acústica sembla tenir un "to meravellosament equilibrat [que és] fort i dolç alhora amb una nota de baix increïble". S'havia estimat que l'instrument vintage es vendria per entre 60.000 i 80.000 dòlars, però finalment es va vendre per 791.500 dòlars.

### Arranjament
El guitarrista acústic rítmic Andy Fairweather Low va ser convidat per Clapton al seu pis de Chelsea, Londres, per elaborar les cançons que enregistrarien per a l'àlbum Unplugged el gener de 1992. Durant el procés, Clapton va suggerir que seria una bona idea fer una nova versió de "Layla". Fairweather Low va estar-hi d'acord perquè ell mateix, com a gran fan de Derek and the Dominos, volia publicar-ne una. Clapton va pensar que l'arranjament perfecte per a l'himne del rock seria un shuffle perquè sempre li agradava canviar el tempo d'una cançó i mirar les coses des d'un angle diferent.
Quan la cadena MTV li va preguntar a Clapton sobre la versió acústica de la cançó, va respondre: "Layla' em va desconcertar una mica. L'he tocat de la mateixa manera tots aquests anys i mai he considerat intentar renovar-la. I molts artistes fan això, saps? Bob Dylan, per exemple, ho canvia tot cada vegada que ho toca i vaig pensar que aquesta era una altra gran oportunitat per portar-ho a un camí diferent, per barrejar-ho i, per començar, fer-ho acústic sense tots els riffs, de fet. Crec que haurien sonat una mica fluixos a la guitarra acústica, així que semblava que es tornava més jazzística d'alguna manera. I, per descomptat, ho canto una octava sencera cap avall. Així que li dóna una bona atmosfera."
La cançó va ser escrita en la tonalitat de re menor, cosa que, segons Clapton, el va portar al màxim del seu registre vocal. Quan Clapton va alentir el ritme, Fairweather Low va suggerir que Clapton cantés la cançó una octava sencera més avall. Clapton va quedar satisfet amb el resultat, ja que li sonava "agradable" i "una mica jazzístic". El nou arranjament va alentir i reelaborar el riff original i va eliminar la coda al piano. Com que Clapton va canviar tant l'arranjament, va decidir presentar aquesta versió al públic desprevingut dient: "See if you can spot this one" (A veure si podeu descubrir aquesta).
El crític d'AllMusic, Stephen Thomas Erlewine, va dir que "Layla" semblava ser l'èxit de l'àlbum Unplugged; la descriu com un "recorregut lent per la versió de Derek & the Dominos, convertint aquell udol angoixat de dolor en un revolt acollidor, i tot l'àlbum avança amb un pas amable similar, prenent-se el seu temps i gaudint de desviaments cap a vells estàndards del blues". El periodista Steve Hochman va qualificar la versió acústica de "reforma discreta però seductora". L'emissora musical VH1 creu que la versió Unplugged va revelar les habilitats de Clapton amb la guitarra en l'ambientació acústica, cosa que va ser particularment evident en la reelaboració de "Layla", que "va emfatitzar el costat tendre de Clapton sense renunciar a la intensitat". Els periodistes d'Entertainment Weekly van escollir la cançó com el major èxit de l'àlbum Unplugged. Als crítics els va agradar especialment la interpretació al piano de Leavell a la cançó, dient que "trenca expectatives i és alhora emocionalment convincent a la melodia".

## Recepció crítica i llegat
El 1972, "Layla" va ser una de les cançons més interpretades de l'any, i ja era considerada un "estàndard del rock". Amb el seu rellançament el 1982, la cançó va tornar a ser elogiada. Apareix a diverses llistes dels "millors de tots els temps". La cançó va ser escollida pel Rock and Roll Hall of Fame com una de les seves "500 cançons que van donar forma al rock and roll", i Rolling Stone la va classificar al número 27 de la seva llista de "Les 500 millors cançons de tots els temps". L'Associació de la Indústria Discogràfica d'Amèrica va classificar "Layla" al número 118 de la seva llista de Cançons del Segle el 7 de març de 2001. El crític musical Dave Marsh va situar la cançó en el número dos de la seva recopilació "Millors senzills de l'any 1972".
Amb la seva reelaboració el 1992 per a l'àlbum Unplugged, "Layla" es va convertir en un èxit de tots els temps, ja que va guanyar el premi Grammy a la millor cançó de rock el 1993, i es va emetre sense interrupcions el 1992 i el 1993 a la ràdio, a les botigues i a la televisió d'arreu del món. El 1992, "Layla" va ser la cançó més interpretada de l'any, i va guanyar un premi BMI Broadcasting per les aparicions de "Layla" de 1992 a la ràdio i la televisió més de dos milions de vegades durant l'estiu de 1994. Fins al 2011, "Layla" havia aconseguit més de sis milions d'emissions per televisió i ràdio o actuacions en altres discos i durant concerts en directe.
"Layla" es va fer servir a Un dels nostres durant l'escena que retratava les conseqüències del robatori a Lufthansa de 1978. El director Martin Scorsese va planificar la seqüència tenint en compte la cançó, i la va reproduir al plató per sincronitzar-la amb la posada en escena i el moviment de càmera. La cançó també sona durant els crèdits finals de la pel·lícula, després d'una versió de "My Way" de Sid Vicious.
El productor discogràfic estatunidenc DJ Khaled va samplejar l'arranjament de "Layla" de Derek and the Dominos a la seva cançó del 2021 "I Did It", amb la col·laboració dels rapers estatunidencs Post Malone, Megan Thee Stallion, Lil Baby i DaBaby.